# Estación Macarena
Estación Macarena es una estación de tren ubicada en las afueras de la ciudad de Ushuaia en la Provincia de Tierra del Fuego, Antártida e Islas del Atlántico Sur en Argentina; es una estación de trenes de la línea de tren turística llamada Tren del Fin del Mundo. Posee configuración de parada y no cuenta con edificación.
Esta estación forma parte de una de las tres estaciones que posee el Tren del Fin del Mundo, el cual consiste en un tren que brinda el servicio ofrecido dentro del parque nacional Tierra del Fuego.

## Toponimia
Debe su nombre por estar próxima a la naciente de la Cascada La Macarena en la cadena Le Martial.

## Características
La estación se configuró históricamente como una de las paradas que hacía el tren transportando a los presos de la cárcel del fin del mundo, que eran llevados a trabajar en el lugar. 
Actualmente, la estación está pensada para que los visitantes encuentren una reconstrucción de un típico asentamiento de una de las tribus indígenas que habitaban estas tierras: los Yámanas. En ésta parada también es posible acceder a un mirador que ofrece una vista del Valle del Río Pipo y desde el cual es posible observar la naciente de la Cascada La Macarena en la cadena Le Martial. Luego de quince minutos, el silbato de los guardas llama para que se retorne al tren y se reinicia marcha internándose en el Bosque magallánico.
Es uno de los pocos puntos del ferrocarril que puede ser visitado a pie para ver el desenvolvimiento del tren de cerca gracias a un sendero corto que conduce a la estación y a la cascada. Este camino bordea el río, cerca del Parque Nacional Tierra del Fuego. El mismo comienza en el camping municipal, y va bordeando las vías del tren hasta llegar a la primera estación. Es totalmente gratuito y accesible.

## Imágenes

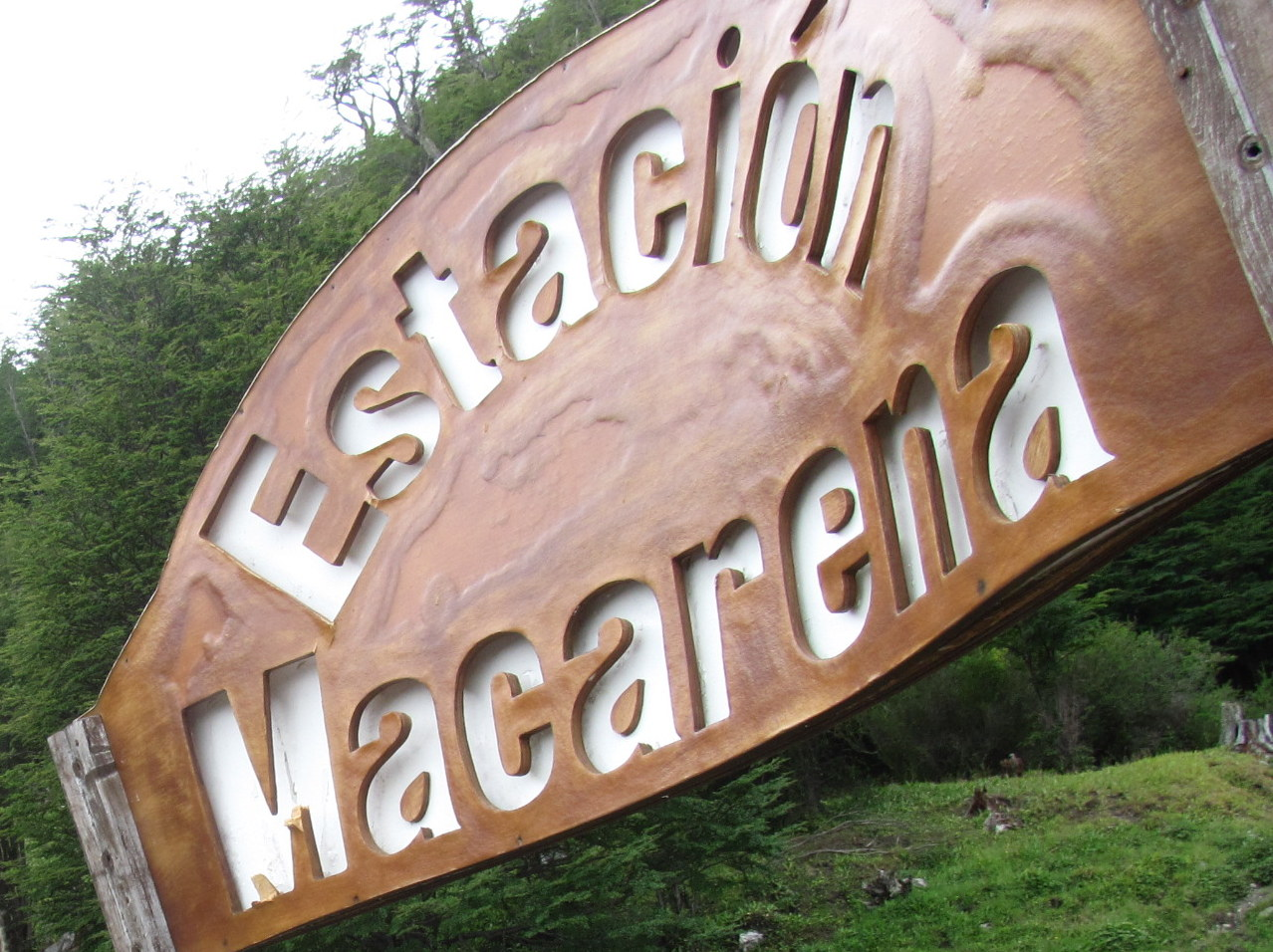
Nomenclador de la estación
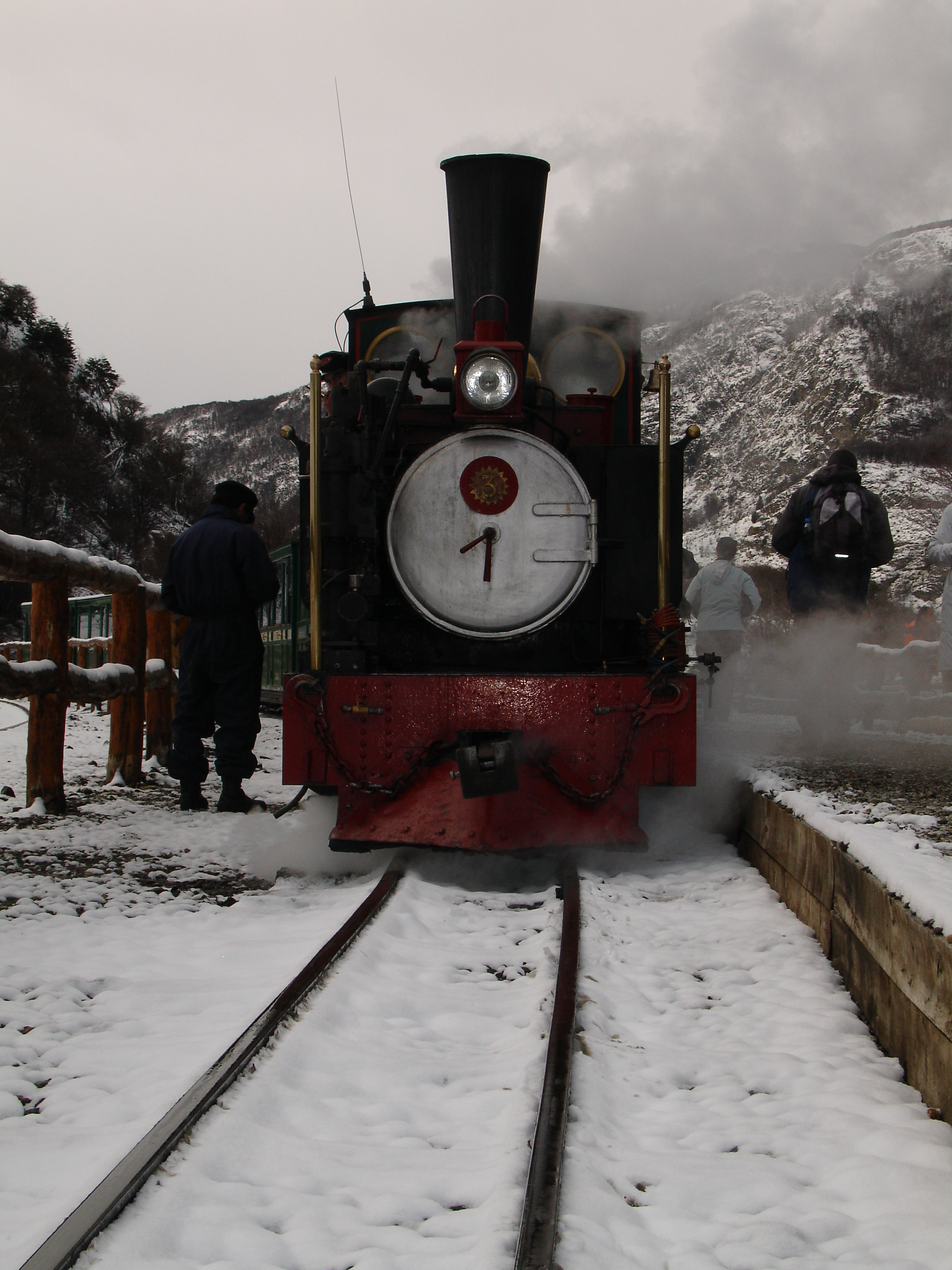
Tren en Estación Macarena
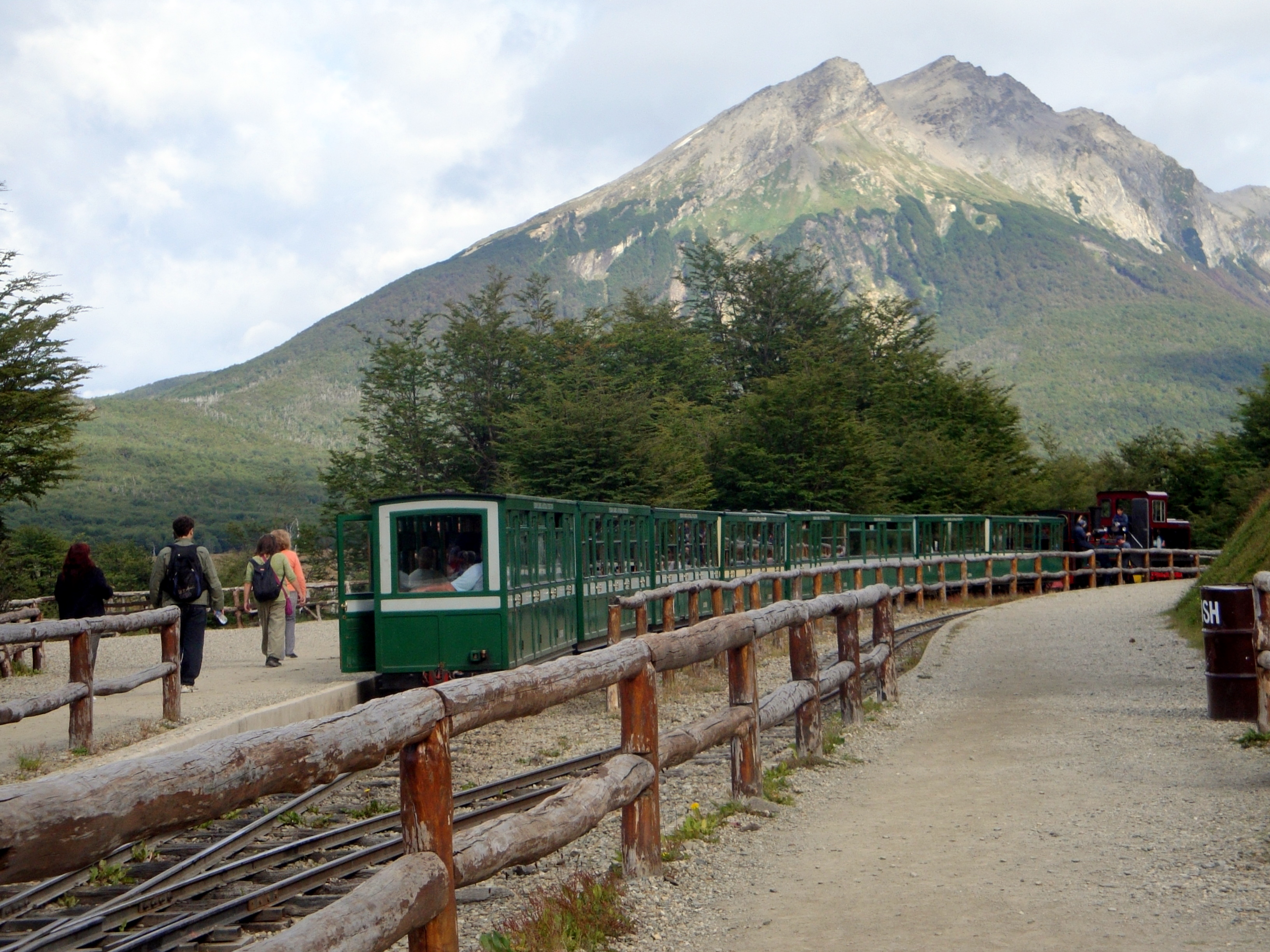
Formación detenida
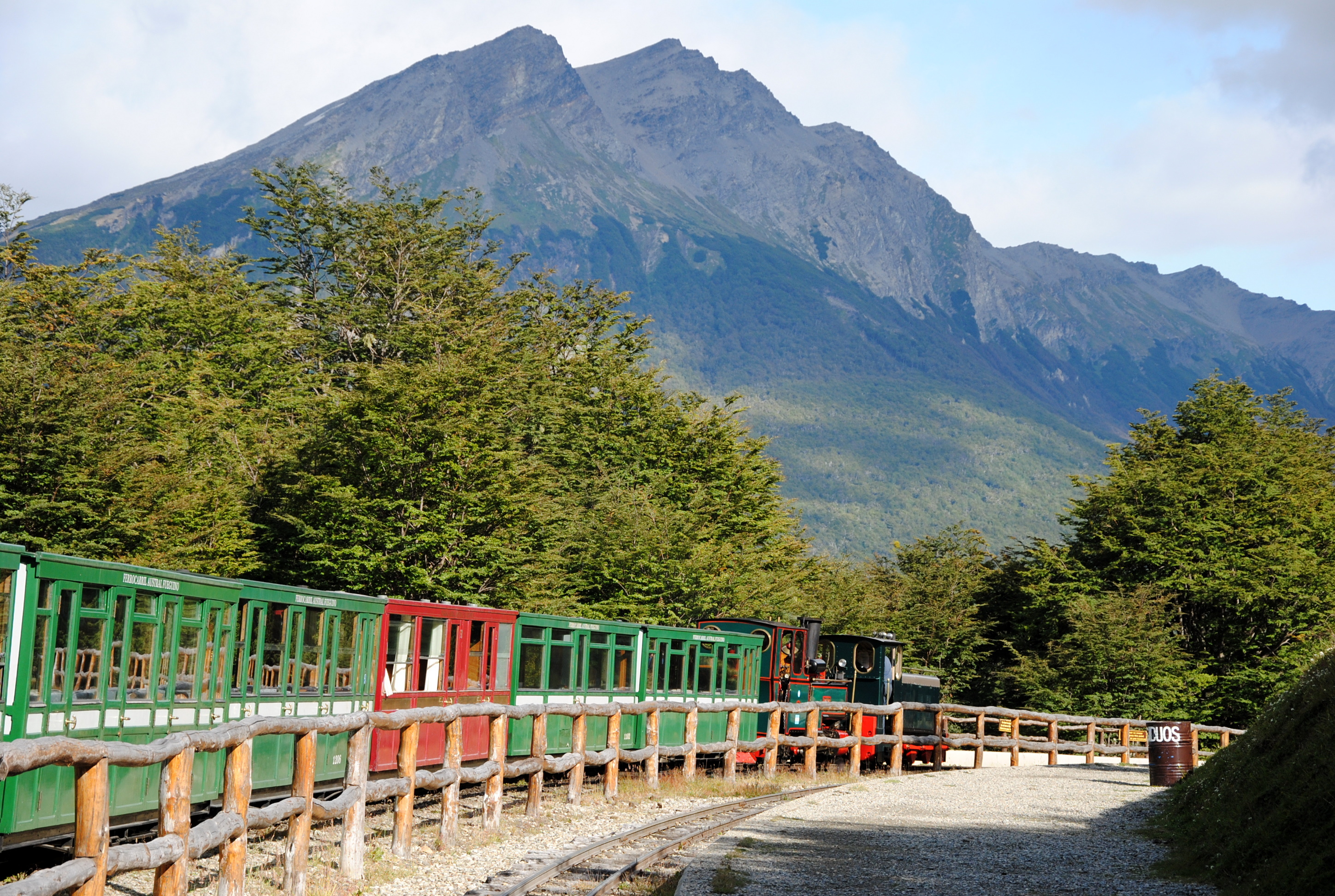
Formación en el andén de la estación.